# 'Splosion Man
Splosion Man é um Jogo de plataforma de ação 2.5D desenvolvido pela Twisted Pixel Games e publicado pela Microsoft Studios para o Xbox 360, disponível por meio do serviço de download digital Xbox Live Arcade . Foi lançado em 22 de julho de 2009, como parte do Xbox Live Summer of Arcade . Os jogadores controlam 'Splosion Man, um experimento científico que escapou com a capacidade de explodir a si mesmo repetidamente, enquanto ele abre caminho através de obstáculos e armadilhas tentando sair do laboratório fictício conhecido como Big Science.[carece de fontes?]
'Splosion Man recebeu críticas positivas e foi eleito pelos jogadores do Xbox Live como o Melhor Jogo XBLA Original de 2009. IGN listou o jogo em décimo primeiro em seus vinte e cinco títulos do Xbox Live Arcade de todos os tempos. ' Splosion Man ficou em décimo terceiro lugar geral em vendas e no final do ano de 2011 vendeu mais de 487.000 unidades. Uma sequência, intitulada Ms. Splosion Man, foi lançada em 13 de julho de 2011.[carece de fontes?]

## Jogabilidade
O personagem-título do jogo, 'Splosion Man, foi criado pelo laboratório fictício Big Science. O personagem é feito inteiramente de material explosivo. O objetivo do jogo é passar por uma série de níveis que consistem em quebra-cabeças, armadilhas e inimigos para escapar da instalação.. Um splode é efetivamente um salto e também pode ser usado para matar inimigos, demolir paredes, detonar barris explosivos ou acionar outros efeitos. O personagem pode explodir até três vezes em rápida sucessão, momento em que precisará respirar para reabastecer seu suprimento..
'Splosion Man includes a story mode consisting of fifty levels, including three bosses, as well as up to four-player cooperative gameplay, with fifty coop-exclusive levels. When playing cooperatively the players are each presented in a different color to distinguish them from others. All players share the same screen which zooms in and out according to how close players are to one another. The game does not contain any usable items, but hidden in each level is a cake which can be consumed for extra points or achievements.

## Desenvolvimento e marketing
A pré-produção de 'Splosion Man começou no início de 2008, coincidindo com o encerramento do desenvolvimento de The Maw, outro título de Twisted Pixel Games. A pré-produção começou para manter a equipe trabalhando em um título assim que The Maw fosse concluído. A produção começou em dezembro de 2008 e o desenvolvimento em janeiro de 2009. Em 1º de abril, a Twisted Pixel lançou um anúncio à imprensa de que um novo jogo chamado 'Splosion Man seria lançado no Xbox Live Arcade. No dia seguinte, Twisted Pixel confirmou que o jogo não era uma farsa de April Fool's Day e que seria lançado no final do ano. Foi apresentado na convenção PAX de 2009 no estande da Twisted Pixel. 'Splosion Man foi lançado para Xbox Live Arcade em 22 de Julho. Foi o primeiro de cinco títulos a serem lançados como parte do Summer of Arcade da Microsoft para o Xbox 360. Os desenvolvedores cronometraram especificamente o ciclo de desenvolvimento na esperança de que fosse um dos títulos incluídos.
A premissa de 'Splosion Man surgiu de uma ideia aleatória proposta por Sean Riley, um dos desenvolvedores envolvidos no jogo. Sua ideia era desenvolver um jogo sobre "um cara que explode em um mundo só de vidro". A equipe brincou sobre o conceito até que finalmente evoluiu para um videogame completo. 'Splosion Man tornou-se um título para download devido à sua simplicidade em comparação com a criação de um jogo de varejo. Os desenvolvedores afirmaram que praticamente qualquer jogo de plataforma pode ter tido alguma influência em 'Splosion Man, embora tenham creditado Earthworm Jim por seu senso de humor e Sonic the Hedgehog ao comparar um senso de velocidade. A arte conceitual foi desenhada pelo artista conceitual aposentado Jerome Crackershack, que foi escolhido por Dave Leung. Leung mais tarde se tornou o líder de arte e, nas palavras do diretor de Splosion Man, James Bear, "correu com [isso] e trouxe [isso] à vida". Bear explicou que o humor do jogo não era uma grande parte do processo de pré-desenvolvimento e que eles "só queriam fazer um jogo incrível". O modo "Way of the Coward", que permitia aos jogadores pular uma fase morrendo várias vezes seguidas, foi adicionado para que os jogadores pudessem experimentar o jogo inteiro. Usar este modo também veste o protagonista com um tutu rosa.
'Splosion Man é o primeiro título a fornecer Prêmios Avatar aos jogadores do jogo. Twisted Pixel não tem planos de portar 'Splosion Man para outros consoles. Embora nenhum conteúdo para download tradicional tenha sido lançado para o jogo, dois níveis exclusivos foram incluídos posteriormente em Comic Jumper: The Adventures of Captain Smiley da Twisted Pixel e podem ser desbloqueados durante o jogo.

## Recepção
'Splosion Man recebeu críticas "favoráveis" de acordo com o site do Metacritic.
Os críticos geralmente elogiam o humor, a simplicidade e o preço barato do jogo. Brett Todd, da GameSpot, chamou ’Splosion Man de "um dos jogos de plataforma mais originais que surgiram há algum tempo", acrescentando que o preço era "muito razoável". Daemon Hatfield do IGN também elogiou o humor, a jogabilidade e a personalidade do jogo, acrescentando que "não passa um momento sem ver algo novo e emocionante". O design dos níveis, a duração geral da jogabilidade e a personalidade foram pontos altos para Eduardo Rebouças do Game Revolution, que continuou afirmando que o jogo era "fácil de jogar, difícil de dominar". Dan Whitehead  do Eurogamer gostei do jogo em geral, mas design de nível repetitivo ocasional e alguns problemas menores de controle. Nathan Meunier do GamesRadar+, gostou do jogo no geral, também citando a trilha sonora cômica, mas compartilhou a sensação de que o level design se torna repetitivo.
411Mania deu uma crítica favorável e disse: "Por 800 Microsoft Points, este jogo oferece muita diversão e prazer, tanto para você quanto para os amigos. Seja tentando vencer níveis, encontrar bolos escondidos ou bater o tempo ideal, há  há muito o que fazer neste jogo. Para um jogo tão simplista na superfície, há muito a ser obtido aqui, e esta é uma das joias escondidas nos jogos Summer of Arcade. Definitivamente, tente este jogo, mas este jogo  realmente vale o preço do ingresso." Samantha Nelson do The A.V. Club deu um B + e escreveu: "Ao contrário de muitos jogos de plataforma que são embalados com combos de pressionamento de botão para dominar, 'Splosion Man revela a simplicidade. Como o manual do jogo afirma expressamente, cada botão em seu controlador faz com que você  fazer a mesma coisa: 'explodir'."  Em contraste, Roger Hargreaves do Teletext GameCentral, deu sete de dez, dizendo que, "Como qualquer boa exibição de fogos de artifício, este divertido jogo de plataforma mantém seu charme mesmo depois que a novidade acaba.."
Foi votado pela comunidade do Xbox Live como o Melhor Jogo de Arcade Original do Xbox Live de 2009. Em agosto de 2009, o desenvolvedor do Shadow Complex, Donald Mustard, elogiou a qualidade dos jogos para download recentes, mencionando especificamente 'Splosion Man por quão único ele e outros são. Em uma classificação de setembro de 2010, IGN listou 'Splosion Man décimo primeiro em seus vinte e cinco títulos do Xbox Live Arcade de todos os tempos. Em outubro de 2011, essa classificação caiu para décimo quinto.

### Vendas
'Splosion Man foi um sucesso comercial, junto com os outros quatro títulos Summer of Arcade. A representante Microsoft Australia afirmou que todos os cinco desses títulos estariam entre os 10 jogos mais vendidos na Austrália em sua primeira semana de lançamento. Foi lançado como o segundo jogo mais vendido na semana de 20 de julho de 2009, com mais de 70.000 jogadores. Ficou em terceiro lugar na semana seguinte. Foi o quinto título do Xbox Live Arcade mais vendido durante a semana de 10 de agosto de 2009. Mais tarde, apareceu no número oito durante a semana de 24 de agosto. O jogo ficou em décimo terceiro lugar nas vendas gerais de 2009. Em janeiro de 2011, 'Splosion Man vendeu mais de 390.000 unidades. No final de 2011, havia passado para mais de 487.000 unidades.

## Continuação
A Twisted Pixel Games desenvolveu uma sequência de 'Splosion Man intitulada Ms.  Splosion Man. A versão feminina de 'Splosion Man foi selecionada, de acordo com Josh Bear da Twisted Pixel Games, como parte de uma homenagem subjacente a Ms. Pac-Man. Na opinião de Bear, a Sra. Pac-Man era uma melhoria em Pac-Man e a Sra. Splosion Man também deveria ser um avanço em 'Splosion Man. Foi lançado em 13 de julho de 2011.

## Controvérsia
Em janeiro de 2011, Capcom lançou um jogo para iOS intitulado MaXplosion, que apresentava várias semelhanças com 'Splosion Man, incluindo a mesma mecânica de jogo. O programador do Twisted Pixel, Mike Henry, disse acreditar que o jogo é "um roubo completo". O CEO da Twisted Pixel, Michael Wilford, também apontou que a Twisted Pixel Games já havia lançado 'Splosion Man para a Capcom, mas o jogo foi rejeitado. Wilford explicou mais tarde que a proposta para a Capcom foi apresentada à filial americana da empresa e que a divisão do Reino Unido cuida de todo o desenvolvimento de jogos para celular. Ele afirmou que era improvável que a Capcom US passasse o campo do jogo para a Capcom UK. Twisted Pixel não planeja tomar medidas legais contra a Capcom. A Capcom respondeu às alegações dizendo que o jogo foi desenvolvido de forma independente pela Capcom Mobile, uma divisão diferente daquela que teve discussões com a Twisted Pixel, e o jogo é similar. Twisted Pixel incluiu um golpe oculto contra a Capcom na sequência do jogo, Ms.  Splosion Man. Ao encontrar uma área secreta, o personagem Star de Comic Jumper: The Adventures of Captain Smiley percebe semelhanças com outros jogos, chamando-o de "imitação". O personagem então afirma "Quem fez este jogo? Capcom?"